# 纖細黃截尾長小蠹
纖細黃截尾長小蠹（学名：Dinoplatypus lepidus）为長小蠹蟲科黃截尾長小蠹屬下的一个种。

## 扩展阅读
- 維基物種上的相關：纖細黃截尾長小蠹